# المجعدلة (وشحة)

تعديل مصدري - تعديل

المجعدلة هي إحدى قرى عزلة بنى سعد بمديرية وشحة التابعة لمحافظة حجة، بلغ تعداد سكانها 44 نسمة حسب تعداد اليمن لعام 2004.